# Homolobus cingulatus
Homolobus cingulatus är en stekelart som först beskrevs av Granger 1949.  Homolobus cingulatus ingår i släktet Homolobus och familjen bracksteklar. Inga underarter finns listade i Catalogue of Life.